# Neisseria wadsworthii
Neisseria wadsworthii – gatunek Gram-ujemnej bakterii wykryty po raz pierwszy w ludzkim płynie otrzewnowym i w ranie ramienia w 2011 roku. Tworzy dwoinki o średnicy 1,3–1,8 mikrometra. Bakteria ta wytwarza katalazę oraz redukuje azotany do azotynów. Fermentuje glukozę, ale nie maltozę, fruktozę, sacharozę czy ksylozę. Jej żółtawe kolonie nie wykazują aktywności hemolitycznej i mogą rosnąć w temperaturze 10–42°C. N. wadsworthii jest blisko spokrewniona z Neisseria shayeganii, N. dentiae, N. bacilliformis oraz N. canis. 